# ادامز استیشن (کالیفرنیا)
ادامز استیشن، کالیفرنیا (به انگلیسی: Adams Station, California) در ایالات متحده آمریکا است که در کالیفرنیا قرار دارد.

## خصوصیات
ادامز استیشن ۱۰۳ متر بالاتر از سطح دریا قرار دارد.